# Джозеф Пітер Кервін
Джозеф Пітер Кервін (англ. Joseph Peter Kerwin, 19 лютого 1932, Оук-Парк, Іллінойс) — доктор медичних наук і колишній астронавт НАСА. Здійснив один космічний політ — на космічному кораблі «Скайлеб-2», виконав один вихід у відкритий космос.

## Народження та освіта

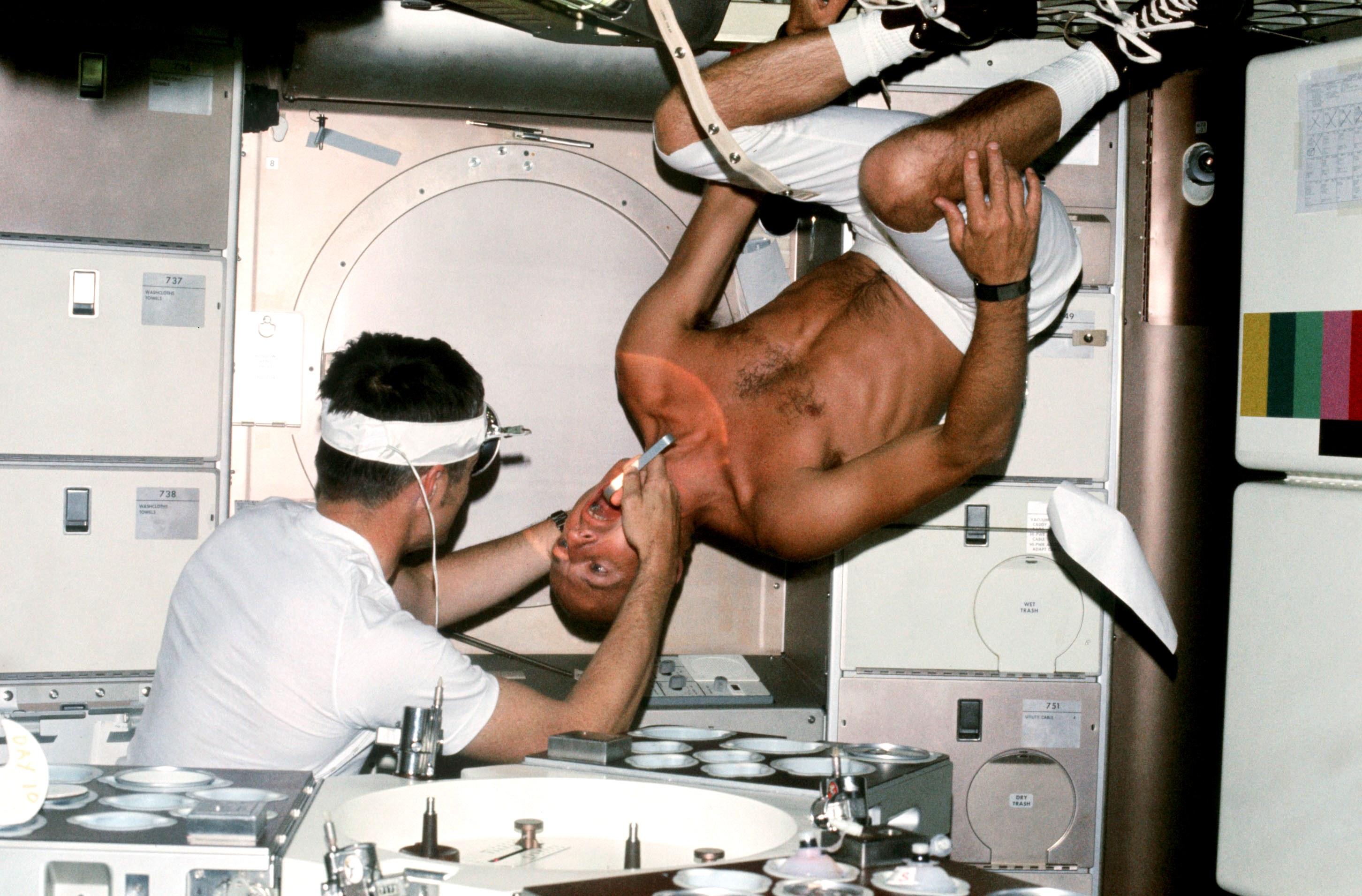
На Скайлеб — Конрад на прийомі у зубного лікаря, у Джозефа Кервіна (ліворуч).

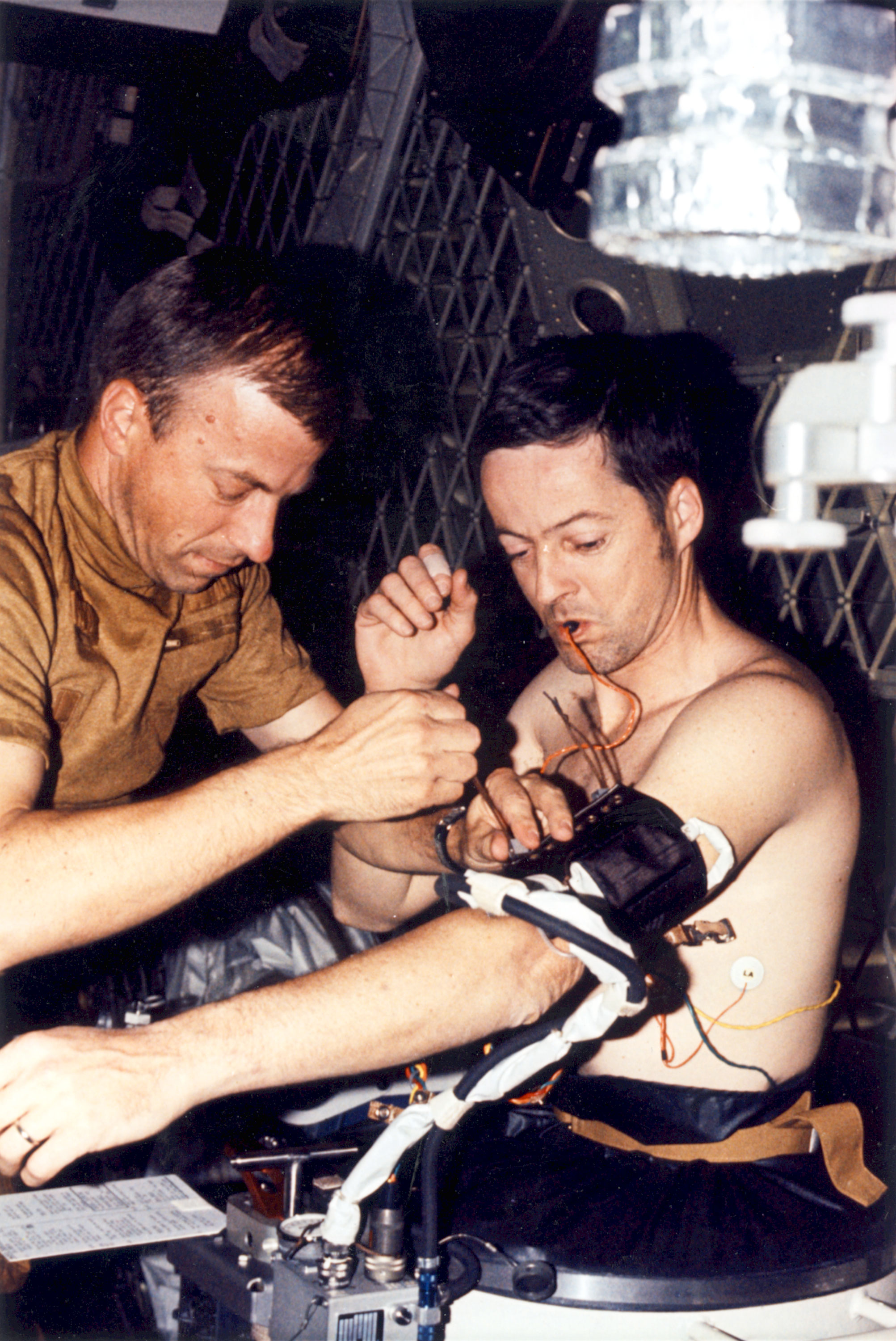
На Скайлеб — Кервін (праворуч) проводить медичні дослідження.

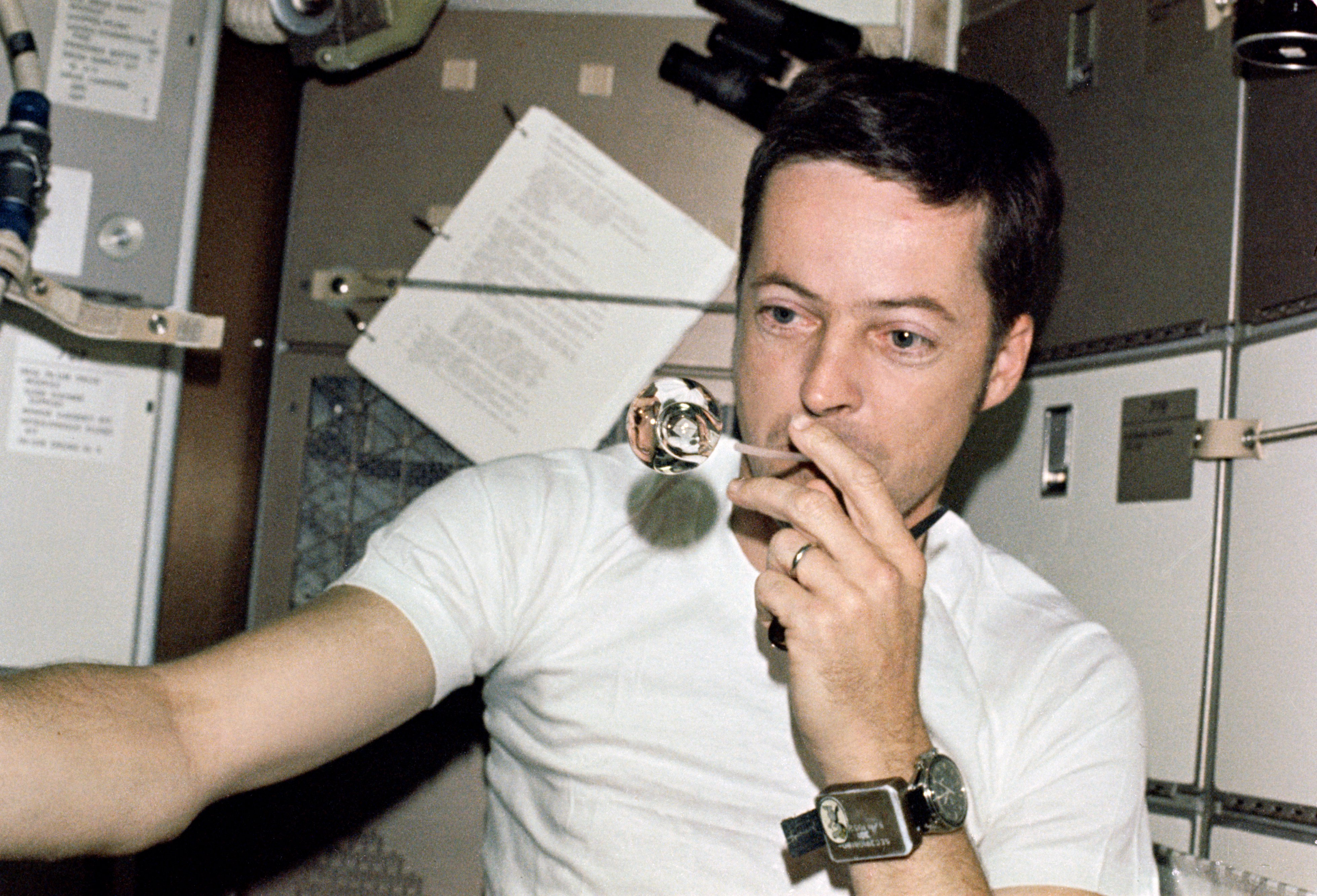
Кервін — вивчення поведінки рідин в невагомості.

Народився 19 лютого 1932 в місті Оук-Парк, штат Іллінойс. У 1949 році закінчив середню школу в місті Оук-Парк. У 1953 році закінчив Коледж хреста Господнього в місті Ворчестер, штат Массачусетс, і отримав ступінь бакалавра мистецтв в області філософії. У 1957 році на медичному факультеті Північно-Західного університету отримав ступінь доктора медицини. Закінчив інтернатуру в стаціонарному шпиталі у Вашингтоні, округ Колумбія. Пройшов підготовку в Школі авіаційної медицини ВМС США на авіабазі Пенсакола у Флориді і в грудні 1958 року отримав кваліфікацію авіаційного лікаря ВМС.

## Військова кар'єра
На службі у військово-медичній службі ВМС США з липня 1958 року. З 1959 по 1961 рік служив авіаційним лікарем в 14-й групі авіації морської піхоти на авіабазі КМП Черрі Пойнт, штат Північна Кароліна. Пройшов льотну підготовку на авіабазі ВМС Бівілль в Техасі і 1962 року отримав кваліфікацію військово-морського льотчика. На той момент в ВМС США було всього 12 авіаційних лікарів, які мали кваліфікацію пілота. Служив у 101-й винищувальній ескадрильї на авіабазі ВМС Океанія. До моменту зарахування в загін астронавтів служив головним авіаційним лікарем 4-го ударного крила морської авіації на авіабазі ВМС Сесіл-Філд. Загальний наліт становить 4500 годин на різних типах літаків.

## Військові звання
Кептен (капітан I рангу) медичної служби ВМС. Вийшов у відставку через ВМС 31 березня 1987.

## Космічна підготовка
27 червня 1965 був одним з шести вчених, зарахованих до загону астронавтів НАСА під час 4-го набору. В період польоту космічного корабля «Аполлон-13» працював змінним оператором зв'язку у Центрі управління польотом, Х'юстон. У січні 1972 року був включений до складу основного екіпажу першої експедиції SL-2 на орбітальну станцію Скайлеб як науковий співробітник.

## Космічний політ
Скайлеб-2 — з 25 травня [3] по 22 червня 1973 року як науковий співробітник першої експедиції на станцію Скайлеб. Під час польоту виконав один вихід у відкритий космос (07.07.1973), тривалістю 3 години 25 хвилин. Тривалість космічного польоту склала 28 діб 00 годин 50 хвилин..

## Професійна діяльність
Після відходу з НАСА з 1988 по 1990 рік працював науковим керівником програми створення космічної станції Фрідом в корпорації Локхід. Потім працював в корпорації «United Space Alliance». З 1990 по 1993 рік входив до складу консультативної ради НАСА. В 1994—1995 роках працював у групі, що здійснювала координацію робіт з боку корпорації «Lockheed Martin» по створенню ФВБ (першого російського модуля МКС). З червня 1996 по квітень 1997 року працював в науково-дослідній Лабораторії розробки систем, яка намагалася отримати контракт на медичне обслуговування в Космічному центрі ім. Джонсона. Однак контракт виграла компанія KRUG Life Sciences. На подив Джозефа Кервіна він отримав пропозицію очолити цю фірму, та 1 квітня 1997 року став президентом компанії «KRUG Life Science Inc.» в Х'юстоні, штат Техас. 16 березня 1998 корпорація перетворена в «Спеціальний бізнес-підрозділ природничих наук Лабораторій Уейла» у місті Ель-Сегундо, Каліфорнія. Одночасно з цим є членом Ради директорів Національного НДІ космічної медицини як представник промисловості.

## Нагороди
Нагороджений медаллю ВМС «За видатні заслуги», медаллю НАСА «За видатні заслуги» та медаллю НАСА «За космічний політ» (1973). Його ім'я внесено в Зал слави американських астронавтів.

## Ланки
- Офіційна біографія НАСА [Архівовано 23 листопада 2013 у Wayback Machine.] (англ.)